# Železniška postaja Ruše
Železniška postaja Ruše je ena izmed železniških postaj v Sloveniji, ki oskrbuje bližnje naselje Ruše.